# Petrinideckarna
Petrinideckarna är en deckarserie för barn, skriven av Mårten Sandén. Huvudpersoner är de 13-åriga tvillingarna Peter och Petra Petrini som flyttar till Lund från New York med sin stora svensk-amerikanska familj. Tillsammans med sin kompis Lucy löser tvillingarna mysterier och brott.

## Familjen Petrini
Leah Petrini är mamman i familjen, en ganska slarvig mamma med konstnärstemperament. Det kan bero på att hon är skulptör. Leah kommer från New York, där hela familjen bodde förut. Hon växte upp i ett tufft kvarter.
David Petrini är den lugna pappan i familjen. Och tur är väl det, för det behövs verkligen minst en sansad förälder för att få den här familjen att funka. David är uppvuxen i Lund och vet det mesta om staden.
Max Petrini bor kvar i New York. Han är 25-30 år, vilket innebär att han är äldst av syskonen. Han arbetar som sekreterare inom FN. Max är Peters favoritstorebror (visserligen har han bara två, men...) Max har också en hund som heter Groucho.
Rebecka Petrini är 20 år och oerhört ordentlig, hon lämnar alltid in alla låneböcker i tid, har alltid glänsande hår och sina cd-skivor i bokstavsordning. Hon är väldigt blyg, men har ändå haft ihop det med den världsberömda Sebastian Belbo (de var förlovade i Midnattsstjärnan). Rebecka har också arbetat som modell, men numera tycker hon att smink och sådant är jättefånigt. Rebecka är också lite som en mamma för sina yngre syskon, särskilt då de tre yngsta (Peter, Petra och Juliet).
Ricky Petrini är 15 år och den stora sportfånen i familjen. Fotboll, rugby, handboll ... Det finns inte en enda sport som han inte prövat. Han har (enligt Petra) mer muskler än hjärna. Ricky har lite svårt för att prata svenska, men han kan i alla fall prata tillräckligt mycket för att ha en flickvän som heter Emma. Hon, förutom sport, är Rickys största intresse.
Petra Petrini är 13 år och en tredjedel av detektivbyrån Hemliga ögat. Hon är väldigt envis och den som tar deckarjobben mest på allvar. Hon har, tillsammans med Peter och deras bästa vän Lucy, löst inte mindre än tolv stycken fall! Det här gör tyvärr att Petra enbart vill lösa mysterier och ser mysterier överallt numera. Även om hon bara ser en gammal tant som väntar på bussen kan hon tro att det är tidernas värsta brott. Petra är också ihop med Oskar i sin klass. Han har (enligt Peter) varit den största snobben på hela skolan, men han har blivit betydligt mycket bättre sedan Petra och han blev ihop. Petra är mest framåt av tvillingarna. Ibland blir hon jättepinsam, tycker Peter. Men samtidigt så skulle det nog inte bli så mycket av detektivbyrån om inte Petra varit så uppfinningsrik.
Peter Petrini är 13 år, och fyller år i mitten av juni, vilket innebär att han är född i Tvillingarnas stjärntecken. Peter är ihop med Lucy, som också är en medlem i Hemliga ögat. Förutom att han gärna umgås med Lucy och Petra på fritiden och löser brott, så älskar han också musik, och han vill gärna jobba med det när han är stor. Han sjunger i skolkören. Peter är berättarjaget i historien, och det mesta som man vet om familjen, vännerna, de andra karaktärerna, brotten, tjuvarna, miljöerna och annat har han skrivit. Peter är ganska lugn och drömmande om man jämför med hans tvillingsyster Petra. Han tar inte heller detektivarbetet på lika stort allvar som hon gör, även om han förstås också gillar att lösa mysterier ibland.
Juliet Petrini är yngst i familjen med sina sju år. Hon älskar att laga mat och är väldigt kaxig för att vara sju år. I Midnattsstjärnan sjunger hon solo för hela Lund. Hennes bästa kompis är Tim, som ingen har sett utan sin keps, och han har alltid pengar.

## Övriga personer
Moster Lili är egentligen inte deras riktiga moster, trots att både Peter och Petra kallar henne för "moster". Hon är faktiskt deras pappas moster, men hon är bara ett halvår äldre än honom.
Lucy är Peters och Petras bästa kompis, och är den tredje medlemmen i Hemliga Ögat. Hon är även Peters flickvän.
Maj Jacobsson är gift med Olle Jacobsson.
Olle Jacobsson är kriminalkommissarie.
Staffan Bengtsson är löjtnant.
Sixten Hedvall är tandläkare.
Tim är Juliets bästa vän.

## Delar i serien
1. Gömstället (1999)
2. Arvtagaren (2000)
3. Juveltjuven (2001)
4. Gengångaren (2002)
5. Spökskeppet (2003)
6. Skatan (2004)
7. Tvillingarna (2005) - Nominerad till Spårhunden [1]
8. Midnattsstjärnan (2006)
9. Piraterna (2007)
10. Bröderna (2008)
11. Geniet (2009) - Nominerad till Spårhunden [2]
12. Labyrinten (2010)
13. Tretton (2011)
14. Fantomerna (2012) - Belönad med Spårhunden [3]
15. Pajazzo (2013)
16. Ballongfararen (2015)
17. Flamingo (2016)
18. Trollkarlarna (2019)